# Військово-хірургічна академія Йозефіни
Військова хірургічна академія Йосефінум (лат. Collegium Medico-Chirurgicum Josephinum) — академія військової медицини, заснована у Відні імператором Йосипом II у 1784 році. У 1874 році її функції були передані іншим установам, і в будівлі колишньої Академії зараз розміщено Медичний музей Йосефінум Віденського медичного університету.